# 犬養康彦
犬養 康彦（いぬかい やすひこ、1928年4月1日 - 2015年7月12日）は、日本の実業家。共同通信社の元社長（1991年 - 1998年）。

## 経歴
東京で犬養健、仲子（後藤象二郎の孫娘）の長男として生まれる。学習院大学文政学部卒業後、共同通信社に入社。人事部長、総務部長、社会部長、論説主幹などを歴任した後、1991年社長に就任。退任後は相談役を務めた。学習院時代の登山仲間に顔恵民がいる。
2015年7月12日、虚血性心疾患のため死去。87歳没。

## 家族・親族
- 祖父 - 犬養毅（政治家・首相）、長與稱吉（医師）
- 父 - 健（政治家）
- 母 - 仲子（長與稱吉の娘）
- 姉 - 道子
- 異母妹 - 安藤和津
  - 姪 - 安藤桃子、安藤サクラ
- 先妻 - 智子（波多野承五郎孫）
  - 先妻の子 - 千春（長男）
  - 先妻の子 - 亜美（長女）
- 後妻 - 麗子（岡山県、実業家大原總一郎長女。テレビ演出家・大原れいこ）
- 従姉の娘 - 緒方貞子（国連難民高等弁務官）